# Casa Garrigoles
Casa Garrigoles és un habitatge del municipi de Castelló d'Empúries (Alt Empordà) inclòs en l'Inventari del Patrimoni Arquitectònic de Catalunya.

## Descripció
Situada al nucli històric de la població, a l'antic barri del Mercadal, entre la Plaça de la Llana i el carrer de Sant Jordi. La construcció compta amb un gran jardí, que ocupa els costats sud i est de la finca.
Edifici de planta rectangular format per tres crugies perpendiculars a la façana principal i distribuït en tres plantes (planta baixa i dues plantes), amb la coberta a dues aigües de teula àrab i el carener paral·lel a la façana. A la planta baixa destaca el vestíbul, cobert amb volta rebaixada decorada amb llunetes, des del qual s'accedeix al jardí a través de les escales, situades al cos central de l'edifici. A la primera planta cal destacar, la gran sala al voltant de la qual s'estructuren la resta de cambres de la planta i una àmplia terrassa situada a la part sud del recinte, amb una finestra d'arc de mig punt oberta a la façana principal i una balustrada com a coronament. Cal indicar que tant la primera planta com la segona, estan redistribuïdes amb la intenció d'adaptar-les als nous usos de l'edifici, convertint-les en dos habitatges diferenciats. La façana principal és l'única que dona al carrer. La resta de façanes de l'edifici donen al jardí. Les obertures d'aquesta façana estan agrupades en tres eixos verticals i simètrics. A la planta baixa, la porta principal és rectangular, amb els brancals i la llinda plana de pedra. A banda i banda hi ha dues finestres quadrades, també de pedra. A l'extrem sud hi ha la porta d'accés al garatge, d'arc rebaixat de maons disposats a sardinell, amb els brancals de pedra vista. Les obertures de les altres plantes són totes balconeres. Els balcons de la primera planta estan emmarcats amb pedra i tenen el forjat construït amb lloses de pedra motllurades i reixes de ferro treballades. Els de la segona planta són més petits i sense pedra vista.
A nivell decoratiu destaca la gran sala de la primera planta, ja que compta amb el sostre decorat amb motius vegetals de guix i tonalitats daurades. Alguna altra habitació de la planta també té decoració a les parets.

## Història
Tot indica que la casa, abans de ser propietat de la família Garrigoles, es coneixia com a can Rich. No sabem amb certesa si la família Garrigoles la va comprar directament als Rich o bé hi va haver algun altre propietari entremig.
L'any 1888 va morir el senyor Toribi Duran i Garrigoles, fundador de l'Hospital Toribi Duran d'aquesta vila. Aquest havia nomenat com a hereu de la seva quantiosa fortuna (juntament amb tres membres més de la nissaga) el sr. Narcís Garrigoles i Suro, farmacèutic de Castelló i cosí de l'anterior. Sembla que fou en aquest període que la família Garrigoles va adquirir l'antiga casa Rich, el mas Berta de Roses i altres finques. Ja a l'època, la casa comptava amb un magnífic jardí i un hort al seu costat. Sembla que era la que tenia major superfície dins del nucli urbà de Castelló. Els darrers propietaris de la casa Garrigoles foren el sr. Antoni Garrigoles i de Pagès, i posteriorment la seva filla Maria, casada amb l'enginyer agrònom Josep Mª Valls, els quals no van tenir descendència i es van vendre la casa.
En l'actualitat aquesta casa és de la família Gorgot, de Terrades.